# Ofisa Ofisa
Ofisa Ofisa oder Ofisa Junior Asiata (geb. 6. April 1974 in Apia) ist ein samoanischer Gewichtheber. Er war mehrfach Meister in Samoa, in Ozeanien und bei den Pazifikspielen in den Disziplinen Gewichtheben und Kraftdreikampf.

## Karriere
Ofisa Ofisa gewann vier Ozeanienmeisterschaften, zwei Pazifikspiele (1991 und 1999) und hat zahlreiche Rekorde für Ozeanien und die Region Südpazifik gesetzt. Zeitweise hielt er fünf südpazifische Rekorde in zwei verschiedenen Gewichtsklassen. In den Commonwealth Games 2002 gewann er Silber im Stoßen und Bronze in der Gesamtwertung für die Gewichtsklasse bis 85 kg. Er trat bei den Olympischen Sommerspielen 1996 in Atlanta und 2000 in Sydney an, wo er 1996 im Wettbewerb bis 76 kg auf Platz 18 und 2000 im Wettbewerb bis 85 kg auf Platz 16 kam.
Seit 2007 trat er im Kraftdreikampf an. Er kam bei den Südpazifikspielen 2007 in Apia auf Platz 4 in der Klasse bis 100 kg und wurde in den Commonwealth Powerlifting Championships im selben Jahr dritter. Bei den Ozeanienmeisterschaften 2008 in Tahiti kam er erneut auf Platz 4 in der Klasse bis 100 kg und bei den Ozeanienmeisterschaften 2010 in Apia, Samoa, errang er endlich den Sieg. Bei den Pazifikspielen 2011 in Nouméa gewann er in der Klasse bis 105 kg die Goldmedaille mit insgesamt 740 kg. 2012 gewann er erneut die Ozeanienmeisterschaften in Sydney, jedoch in der Klasse bis 93 kg.
Nach einem Rückzug über zwei Jahre nach den Ozeanienmeisterschaften 2012, machte Ofisa sein Comeback Ende 2014 und gewann in Melbourne in der Klasse bis 93 kg die Silbermedaille. 2015 verteidigte er seinen Titel bei den Pazifikspielen in Port Moresby, allerdings in der leichteren Gewichtsklasse bis 93 kg.
Er arbeitet als ITC Consultant für Digicel Samoa.